# Liste der Biografien/Aum
Liste der Biografien |
Portal Biografien |
Personensuche
# |
A |
B |
C |
D |
E |
F |
G |
H |
I |
J |
K |
L |
M |
N |
O |
P |
Q |
R |
S |
T |
U |
V |
W |
X |
Y |
Z |
?
 
Aa |
Ab |
Ac |
Ad |
Ae |
Af |
Ag |
Ah |
Ai |
Aj |
Ak |
Al |
Am |
An |
Ao |
Ap |
Aq |
Ar |
As |
At |
Au |
Av |
Aw |
Ax |
Ay |
Az
 
Aua |
Aub |
Auc |
Aud |
Aue |
Auf |
Aug |
Auh |
Aui |
Auj |
Auk |
Aul |
Aum |
Aun |
Aup |
Aur |
Aus |
Aut |
Auv |
Auw |
Aux |
Auz
Die Liste der Biografien führt alle Personen auf, die in der deutschsprachigen Wikipedia einen Artikel haben. Dieses ist eine Teilliste mit 61 Einträgen von Personen, deren Namen mit den Buchstaben „Aum“ beginnt.

## Aum

### Auma
- Auma, Alice (1956–2007), ugandische Rebellenführerin
- Auma, Maisha-Maureen (* 1973), deutsche Sozialwissenschaftlerin und Hochschullehrerin
- Aumaier, Reinhold (* 1953), österreichischer Schriftsteller und Komponist
- Aumale, Charles de Lorraine, Duc d’ (1556–1631), französischer Adliger, Gouverneur von Picardie und Paris
- Aumale, Henri d’Orléans, duc d’ (1822–1897), französischer General, Historiker und Kunstsammler, Mitglied der Nationalversammlung
- Aumann, Franz (1728–1797), österreichischer Komponist
- Aumann, Georg (1906–1980), deutscher Mathematiker
- Aumann, Günter (* 1952), deutscher Mathematiker und Autor
- Aumann, Jörg (* 1969), deutscher Politiker (SPD)
- Aumann, Mariella (* 2006), deutsche Schauspielerin
- Aumann, Philipp (* 1977), deutscher Historiker und Ausstellungsmacher
- Aumann, Raimond (* 1963), deutscher FußballtorwartRaimond Aumann (* 1963)

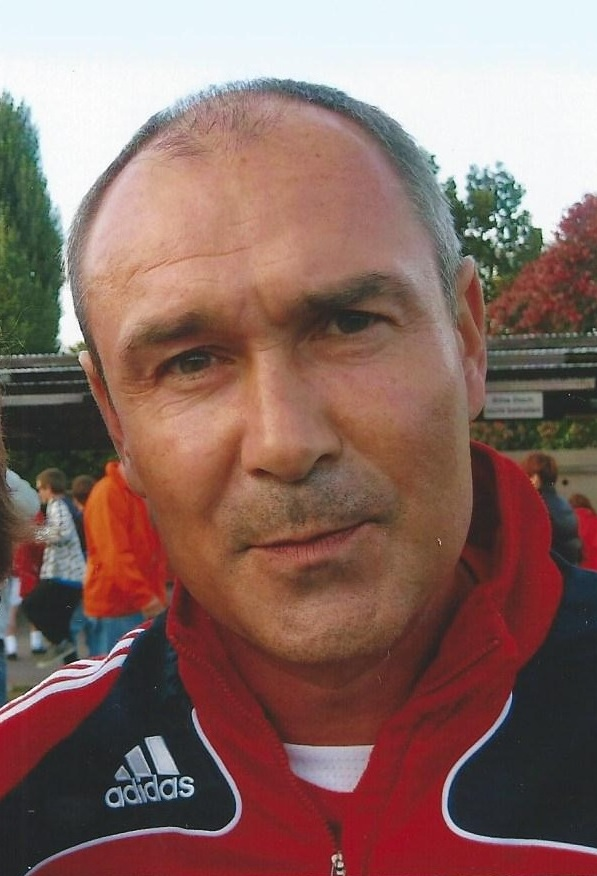
Raimond Aumann (* 1963)

- Aumann, Robert (* 1930), israelisch-US-amerikanischer Mathematiker
- Aumann, Rudolf (1940–2025), deutscher Chemiker (Organische Chemie)
- Aumann, Thomas, deutscher Kernphysiker
- Aumard, Coline (* 1989), französische Squashspielerin
- Aumayer, Ulrich († 1468), deutscher Geistlicher und Franziskaner
- Aumayr, Friedrich (* 1959), österreichischer Physiker

### Aume
- Aumeeruddy-Cziffra, Shirin, mauritische Juristin, Politikerin und Diplomatin
- Aumeier, Erwin (1929–2013), deutscher Fußballspieler
- Aumeier, Georg (* 1895), deutscher SS-Führer und
- Aumeier, Hans (1906–1948), deutscher SS-Führer in KonzentrationslagernHans Aumeier (1906–1948)

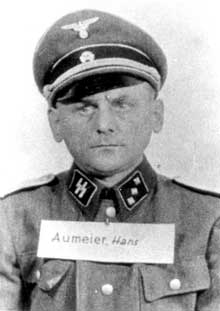
Hans Aumeier (1906–1948)

- Aumeier, Harald (* 1952), deutscher Fußballspieler
- Aumeier, Lizzy (1964–2024), deutsche Kontrabassistin und Musikkabarettistin
- Aumeier, Pia (* 1969), deutsche Biologin und Bienenwissenschaftlerin
- Aumer, Christian (* 1964), deutscher Schauspieler
- Aumer, Hermann (1915–1955), deutscher Politiker (SPD, BP), MdB
- Aumer, Jean-Pierre (1774–1833), französischer Tänzer und Choreograph
- Aumer, Joseph (1835–1922), deutscher Orientalist und Bibliothekar
- Aumer, Peter (* 1976), deutscher Politiker (CSU), MdB
- Aumer, Wilhelm (1883–1958), deutscher Beamter
- Aumerle, André (1907–1990), französischer Radrennfahrer

### Aumo
- Aumoitte, Gaston (1884–1957), französischer Krocketspieler
- Aumonier, Éric (* 1946), französischer Geistlicher und emeritierter römisch-katholischer Bischof von Versailles
- Aumont, Arnulphe d’ (1721–1800), französischer Mediziner der Aufklärung
- Aumont, Charles d’ (1606–1644), französischer Adliger und Militär
- Aumont, Jacques (* 1942), französischer Filmwissenschaftler
- Aumont, Jean VI. d’ († 1595), Marschall von Frankreich
- Aumont, Jean-Pierre (1911–2001), französischer Schauspieler und DrehbuchautorJean-Pierre Aumont (1911–2001)

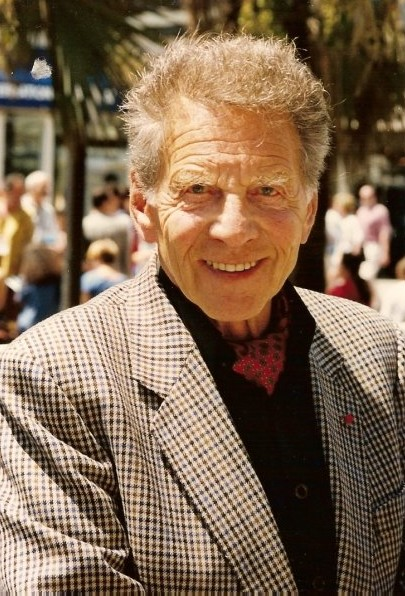
Jean-Pierre Aumont (1911–2001)

- Aumont, Louis d’ (1667–1723), französischer Adliger, Militär, Hofbeamter und Diplomat
- Aumont, Louis-Alexandre-Céleste d’ (1736–1814), französischer Adliger, Militär und Politiker
- Aumont, Louis-François d’ (1671–1751), französischer Adliger und Militär
- Aumont, Louis-Marie-Augustin d’ (1709–1782), französischer Adliger, Militär und Kunstsammler
- Aumont, Louis-Marie-Céleste d’ (1762–1831), französischer Adliger, Militär und Politiker
- Aumont, Louis-Marie-Guy d’ (1732–1799), französischer Adliger und Militär
- Aumont, Louis-Marie-Victor d’ (1632–1704), französischer Adliger, Militär und Hofbeamter
- Aumont, Michel (1936–2019), französischer Filmschauspieler
- Aumont, Pierre II. d’ († 1414), französischer Militär und Porte-Oriflamme
- Aumont, Tina (1946–2006), französische SchauspielerinTina Aumont (1946–2006)

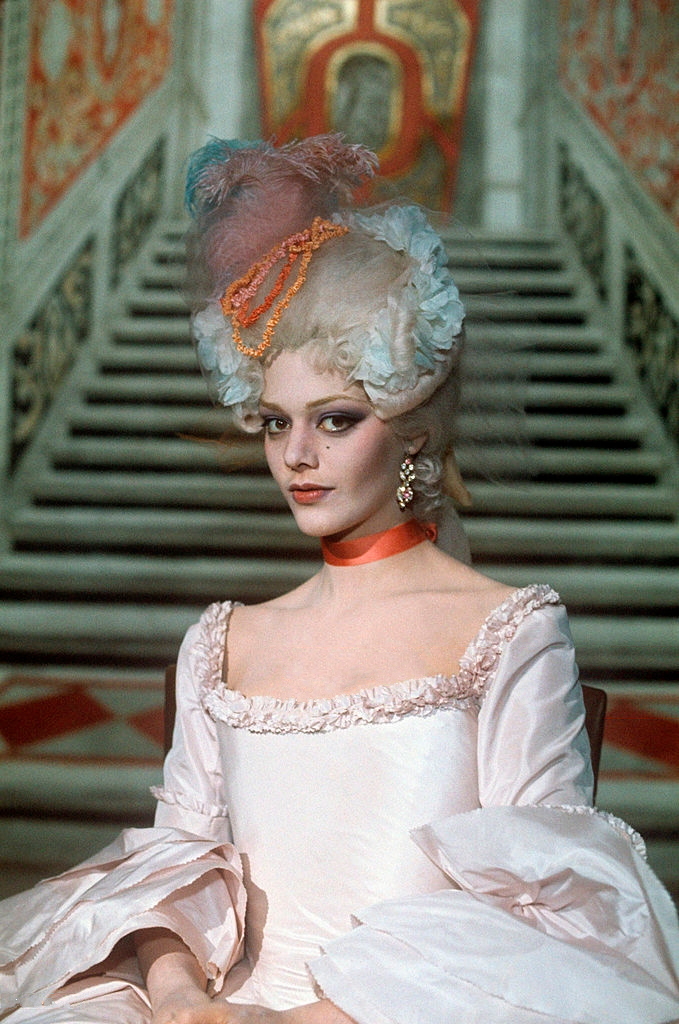
Tina Aumont (1946–2006)

### Aumu
- Aumüller, Felix (* 1898), deutscher politischer Funktionär (NSDAP) und SA-Führer, zuletzt im Rang eines SA-Gruppenführers, Beisitzer beim Volksgerichtshof
- Aumüller, Franz (* 1950), deutscher Gestalter, Musikvideo- und Musikproduzent sowie Maler, Illustrator und Bildhauer
- Aumüller, Gerhard (* 1942), deutscher Mediziner und Professor (Universität Marburg), Orgelhistoriker
- Aumüller, Heike (* 1969), deutsche Künstlerin und Musikerin
- Aumüller, Ignaz (1863–1900), deutscher Politiker (Zentrum), MdL Bayern
- Aumüller, Jakob (1824–1890), Mitglied des Provinziallandtages Hessen-Nassau, Bürgermeister von Oberursel
- Aumüller, Martin (1697–1757), böhmischer Bildhauer und Holzschnitzer
- Aumüller, Nikolaus († 1856), bayerischer Mühlenbesitzer, Holzhändler und Politiker
- Aumüller, Robert (1878–1953), deutscher Manager in der Zuckerindustrie
- Aumüller, Thomas (1949–2022), deutscher Jurist
- Aumüller, Uli (* 1945), deutsche Übersetzerin
- Aumund, Heinrich (1873–1959), deutscher Maschinenbau-Ingenieur, Unternehmer und Hochschullehrer